# Buglowiec
Buglowiec (prononciation : [buˈɡlɔvjɛt͡s]) est une localité polonaise de la gmina de Lubomia, située dans le powiat de Wodzisław en voïvodie de Silésie.